# Koleba pod Jastrzębią
Koleba pod Jastrzębią – jaskinia na Wzgórzu Dumań w Dolinie Kobylańskiej na Wyżynie Olkuskiej wchodzącej w skład Wyżyny Krakowsko-Częstochowskiej. Administracyjnie znajduje się w granicach wsi Karniowice, w gminie Zabierzów w powiecie krakowskim.

## Opis jaskini
Jaskinia znajduje się w Jastrzębiej Turni. Jej dolny otwór widoczny jest ze szlaku turystycznego wiodącego dnem doliny. Zaraz za otworem korytarz rozgałęzia się; w lewo i w górę biegnie czterometrowa pochylnia wychodząca drugim otworem, w prawo korytarzyk zakończony salką o wysokości około 2 m.
Jaskinia powstało w wapieniach górnej jury. Na jej ścianach jest mleko wapienne i nacieki grzybkowe. Namulisko składa się z wapiennego gruzu zmieszanego z lessem. Jaskinia jest widna i sucha, z wyjątkiem salki na prawym odgałęzieniu korytarzyka, która jest ciemna i wilgotna. Wewnątrz obserwowano pająki z rodzaju Meta.

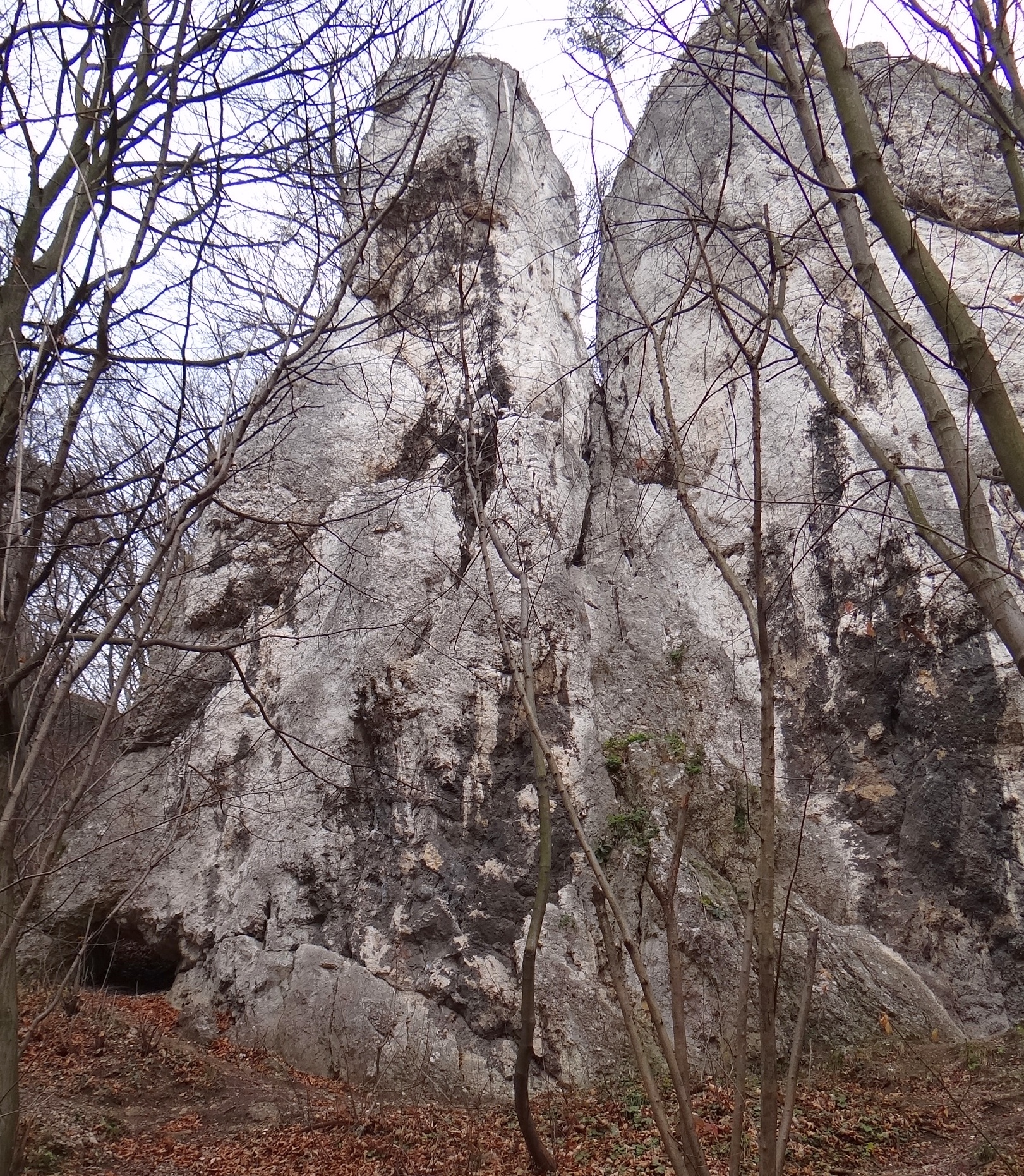
Jastrzębia Turnia z otworem jaskini i Szeroka Turnia
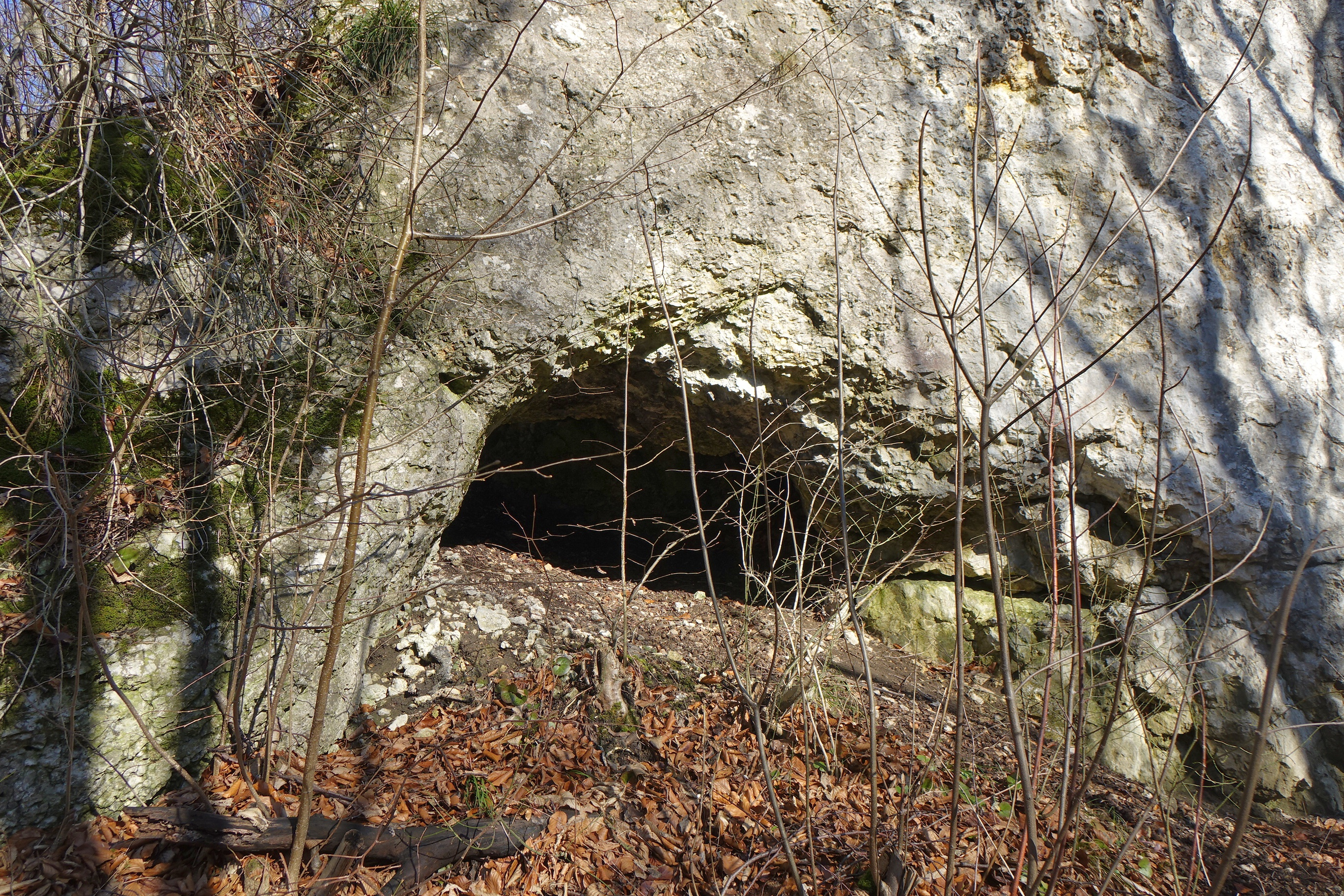
Otwór dolny
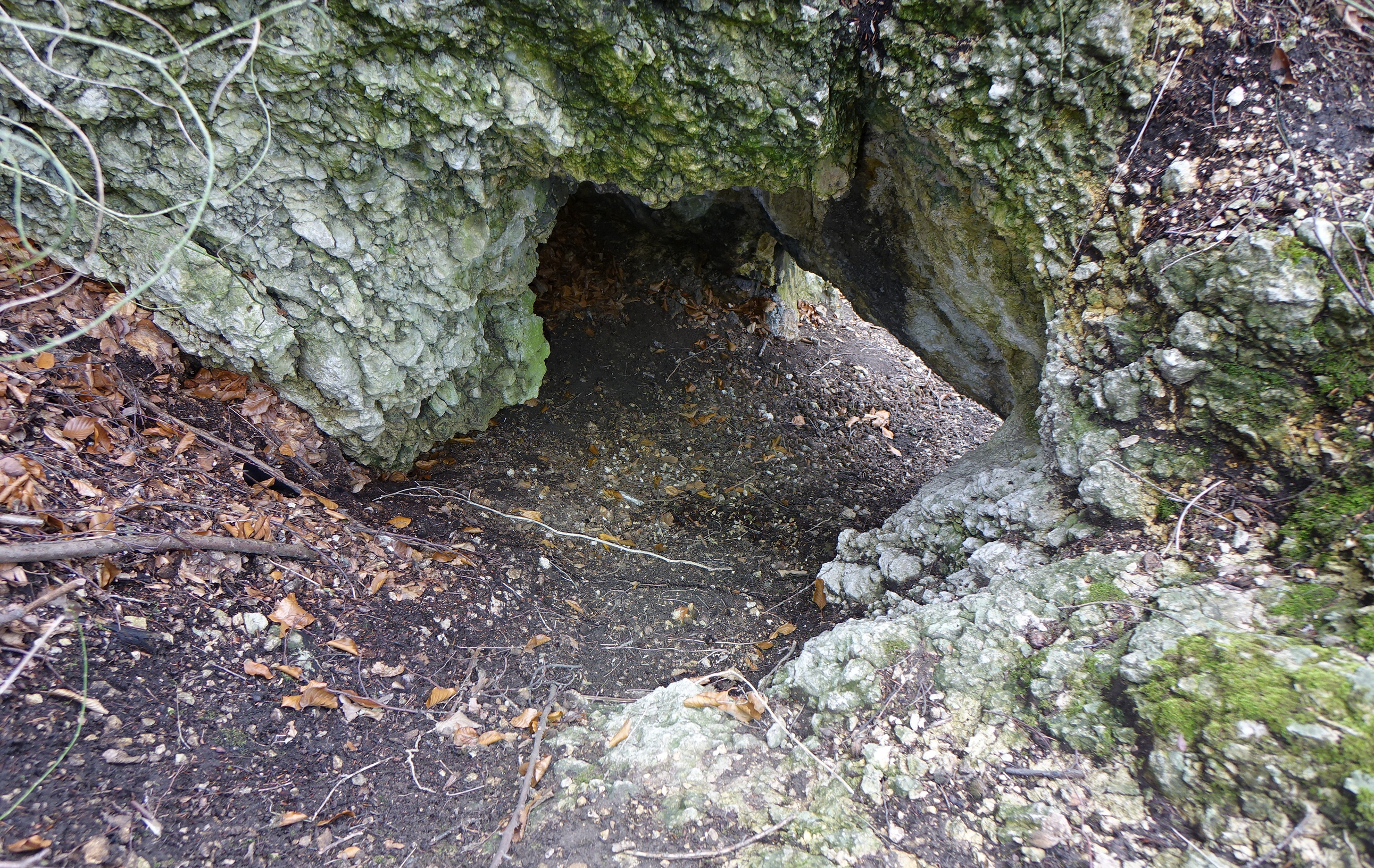
Otwór górny
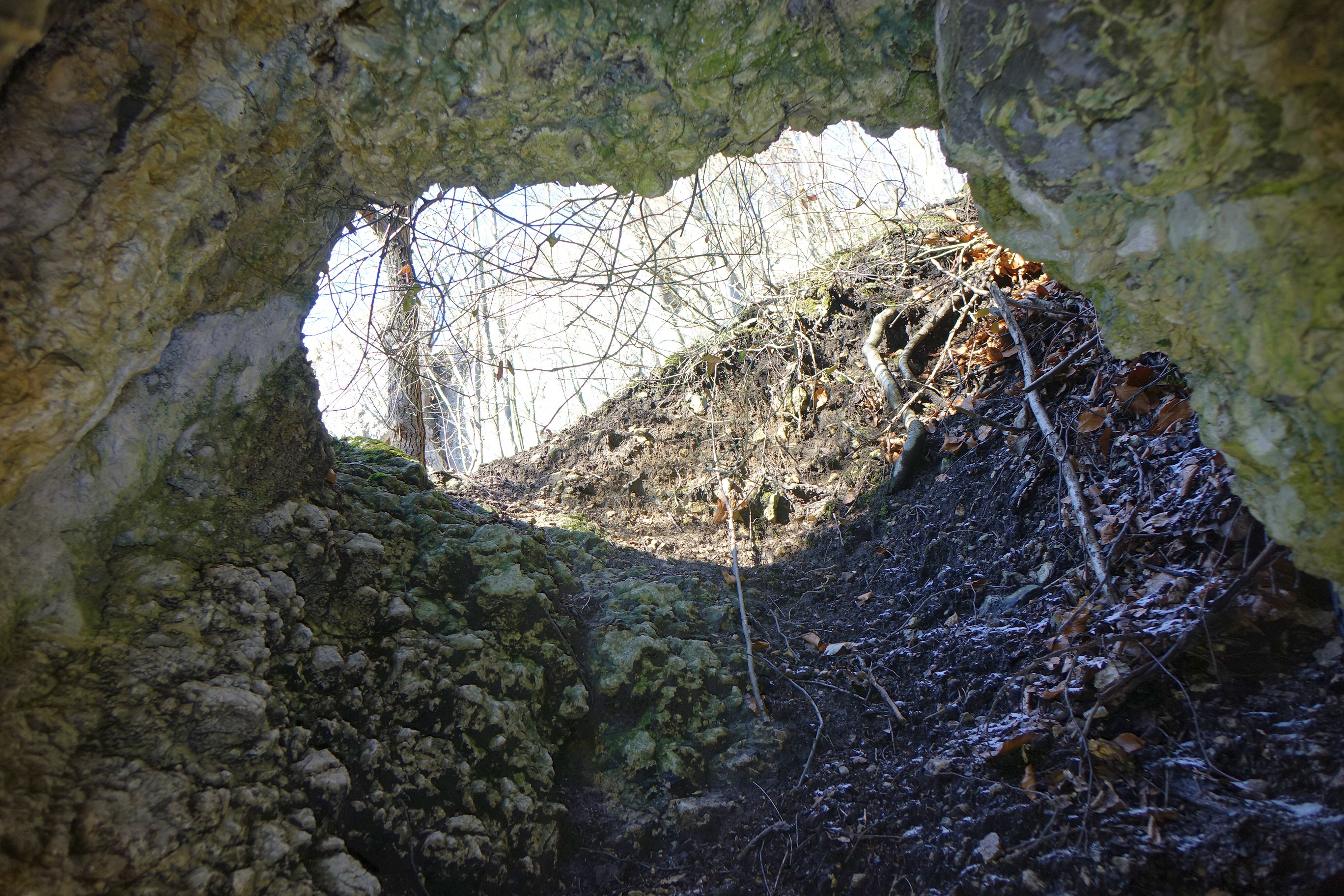
Widok z jaskini

W Jastrzębiej Turni znajdują się trzy jaskinie: Księżycowa Dziura, Koleba pod Jastrzębią i Zakos w Jastrzębiej.